# Houston and Kilellan Parish Church

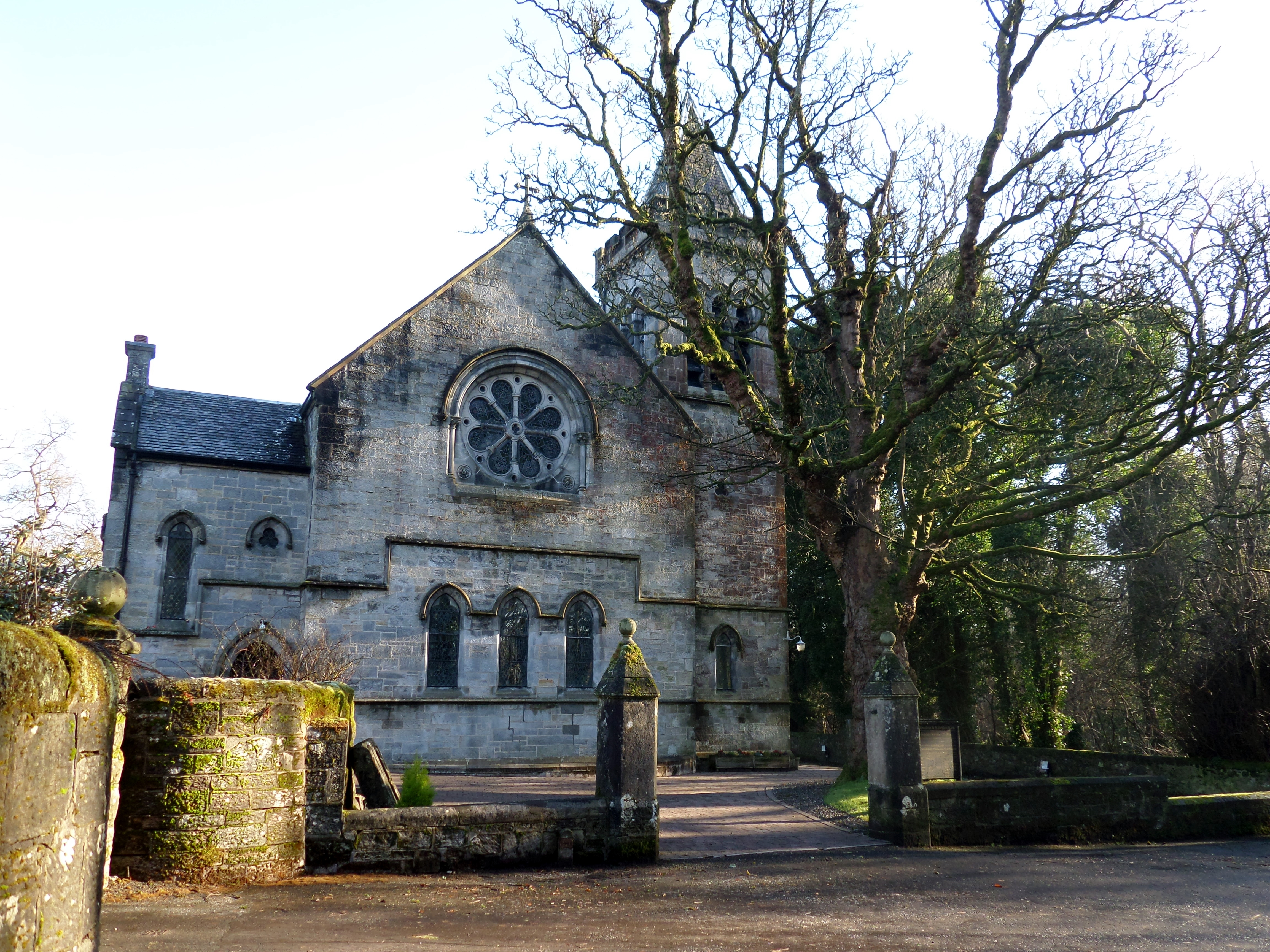
Houston and Kilellan Parish Church

Die Houston and Kilellan Parish Church ist ein Kirchengebäude der presbyterianischen Church of Scotland in der schottischen Ortschaft Houston in der Council Area Renfrewshire. 1971 wurde das Bauwerk in die schottischen Denkmallisten in die Denkmalkategorie B aufgenommen. Im Inneren der Kirche befinden sich des Weiteren zwei Statuen älteren Datums, die in der höchsten schottischen Denkmalkategorie A gelistet sind.

## Geschichte
Die früheste Kirche im heutigen Houston wurde wahrscheinlich im 8. Jahrhundert nahe der heutigen Greenhill Farm errichtet. Das älteste heute noch in Fragmenten erhaltene Kirchengebäude ist die vier Kilometer westlich der Ortschaft gelegene Kirk of Kilallan. Sie stammt aus dem Jahre 1635 und wurde nach dem Zusammenschluss zweier Kirchengemeinden im Jahre 1771 redundant und aufgegeben. Das kirchliche Leben verlagerte sich an den Standort der heutigen Kirche. Das dort befindliche Gebäude wurde 1795 abgerissen und durch einen Neubau ersetzt. Dieser wurde wiederum 1874 niedergerissen, um Raum für die heutige Houston and Kilellan Parish Church zu schaffen. In den Neubau wurden Fragmente der älteren neogotischen Kirche integriert. Die Spenderin ließ sie in Gedenken an ihren verstorbenen Sohn Alexander Archibald Spiers of Elderslie errichten, der kurz vor seinem Tod als Vertreter von Renfrewshire in das britische Unterhaus gewählt worden war.

## Beschreibung
Das Gebäude liegt am Ende der Kirk Road im Nordosten der Ortschaft. Als Architekt wurde David Thomson mit dem Entwurf eines neogotischen Bauwerks beauftragt. Das Bauwerk besitzt einen zinnenbewehrten Glockenturm mit schiefergedecktem Pyramidendach. Das Mauerwerk ist rund 1,2 m mächtig.
Die beiden denkmalgeschützten Statuen zeigen einen Ritter und eine Adlige. Sie stehen auf separaten Sockeln und wurden um das Jahr 1455 geschaffen.